# Ahmed Zaki
Ahmed Zaki (ur. 16 kwietnia 1931, zm. 15 listopada 1996) – polityk malediwski, premier Malediwów od sierpnia 1972 do 6 marca 1975 r. Został aresztowany w bezkrwawym zamachu stanu, a następnie wygnany do odległego atolu. Obserwatorzy sugerują, że Zaki stał się zbyt popularny i dlatego stanowił zagrożenie dla frakcji Ibrahima Nasira.